# Śluzy wodne we Wrocławiu
Wrocławski węzeł wodny obejmuje liczne budowle i urządzenia wodne, w tym śluzy wodne, wybudowane w ramach wrocławskich stopni wodnych, zlokalizowanych zarówno na największej wrocławskiej rzece i jej odnogach oraz kanałach – Odrze, jak i na mniejszych rzekach, dopływach Odry. Śluzy te można podzielić na dwie zasadnicze grupy:
- śluzy komorowe, pociągowe, związane z drogami wodnymi przechodzącymi przez Wrocław, oraz
- pozostałe, związane z ochroną przeciwpowodziową.

## Historia
Najstarszą śluzą komorową we Wrocławiu jest Śluza Piaskowa. Różne źródła podają, że pierwsze, proste śluzy powstawały już w XVI wieku. Początkowo były to śluzy drewniane. Rozwój potrzeb żeglugowych sprawił, że śluzy modernizowano i budowano w technologii murowej, by w czasach najnowszych wykorzystywać technologię żelbetową. Również konstrukcja zamknięć została zmieniona z drewnianej ma stalową, początkowo z użyciem połączeń nitowych, współcześnie także spawanych.
| śluza wodna             | kanał wodny           | stopień wodny               | rok powstania |
| ----------------------- | --------------------- | --------------------------- | ------------- |
| Śluza Bartoszowice      | Kanał Żeglugowy       | Stopień Wodny Bartoszowicki | 1917          |
| Śluza Zacisze           | Kanał Żeglugowy       | Stopień Wodny Zacisze       | 1917          |
| Śluza Różanka           | Kanał Różanka         | Stopień Wodny Różanka       | 1917          |
| Śluza Rędzin I          | Odra (Przekop Rędzin) | Stopień Wodny Rędzin        | 1917          |
| Śluza Rędzin II         | Odra (Przekop Rędzin) | Stopień Wodny Rędzin        | 1934          |
| Śluza Opatowice         | Kanał Opatowicki      | Stopień Wodny Opatowice     | 1916          |
| Śluza Szczytniki        | Przekop Szczytnicki   | Stopień Wodny Szczytniki    | 1897          |
| Śluza Miejska           | Kanał Miejski         | Stopień Wodny Psie Pole     | 1897          |
| Śluza Piaskowa          | Odra południowa       | Stopień Wodny Piaskowy      | 1792          |
| Śluza Mieszczańska      | Odra południowa       | Stopień Wodny Mieszczański  | 1794          |
| Brama Przeciwpowodziowa | Kanał Miejski         | Stopień Wodny Psie Pole     | 1897          |

## Śluzy na Odrze i jej odnogach oraz kanałach

### Śluzy wodne związane z żeglugą
Dużą grupę śluz na Odrze stanowią śluzy komorowe, pociągowe, umożliwiające żeglugę w ramach odrzańskiej drogi wodnej, przy czym przez miasto Wrocław przechodzą trzy drogi wodne, o znacznie różniących się od siebie parametrach żeglugowych, w tym i parametrach śluz komorowych.
Największe znaczenie ma Główna droga wodna. Na tej drodze zachowane są najlepsze parametry, a śluzy mają największe wymiary. Śluzy na tej drodze spełniają wymogi dla III klasy drogi wodnej, z wyjątkiem Śluz Rędzin, których parametry odpowiadają IV klasie drogi wodnej. Pozostałe dwie drogi mają już znikome znaczenie transportowe, choć rośnie ich rola z punktu widzenia turystyki i rekreacji wodnej. Miejska droga wodna odpowiada II klasie dróg wodnych.
| droga wodna             | km biegu rzeki       | śluza wodna        | kanał wodny           | stopień wodny              | fotografia |
| ----------------------- | -------------------- | ------------------ | --------------------- | -------------------------- | ---------- |
| Główna Droga Wodna      | 244,80 (0,50 kanału) | Śluza Bartoszowice | Kanał Żeglugowy       | Stopień Wodny Bartoszowice |            |
| Główna Droga Wodna      | 249,40 (5,10 kanału) | Śluza Zacisze      | Kanał Żeglugowy       | Stopień Wodny Zacisze      |            |
| Główna Droga Wodna      | 253,30 (9,20 kanału) | Śluza Różanka      | Kanał Różanka         | Stopień Wodny Różanka      |            |
| Główna Droga Wodna      | 260,70               | Śluza Rędzin       | Odra (Przekop Rędzin) | Stopień Wodny Rędzin       |            |
| Miejska Droga Wodna     | 245,03 (1,0 kanału)  | Śluza Opatowice    | Kanał Opatowicki      | Stopień Wodny Opatowice    |            |
| Miejska Droga Wodna     | 250,25 (0,25 kanału) | Śluza Szczytniki   | Przekop Szczytnicki   | Stopień Wodny Szczytniki   |            |
| Miejska Droga Wodna     | 256,95 (6,95 kanału) | Śluza Miejska      | Kanał Miejski         | Stopień Wodny Psie Pole    |            |
| Śródmiejska Droga Wodna | 251,70               | Śluza Piaskowa     | Odra południowa       | Piaskowy Stopień Wodny     |            |
| Śródmiejska Droga Wodna | 252,30               | Śluza Mieszczańska | Odra południowa       | Mieszczański Stopień Wodny |            |

### Śluzy przeciwpowodziowe
Na Odrze – a dokładnie na Kanale Miejskim znajduje się śluza wodna przeciwpowodziowa, nazwana – Bramą przeciwpowodziową. Oprócz niej, znaleźć można zamknięcia powodziowe budowane przy śluzach komorowych. Są to między innymi: wrota powodziowe w głowie dolnej Śluzy Miejskiej, Śluzy Zacisze oraz wrota powodziowe w głowie górnej Śluzy Bartoszowice. Powyżej Śluzy Bartoszowice zbudowana jest śluza wałowa, umożliwiająca przerzut części wód wezbraniowych z Odry do Widawy, przez Kanał Odpływowy.

## Pozostałe rzeki
Na pozostałych rzekach funkcjonują niewielkie śluzy powodziowe. Śluzy te zlokalizowane są:
- na Oławie – Śluza nr 3,
- na Dobrej – śluza wlotowa do Kanału Kłokoczyckiego
- na Kanale Odpływowym – wspomniana wyżej śluza wlotowa[a].